# Landévant
 Landévant  (en bretón Landevant) es una población y comuna francesa, situada en la región de Bretaña, departamento de Morbihan, en el distrito de Lorient y cantón de Pluvigner.

## Demografía
| 1601 | 1594 | 1516 | 1794 | 2083 | 2123 |
| Para los censos de 1962 a 1999 la población legal corresponde a la población sin duplicidades (Fuente: INSEE [Consultar]) |      |      |      |      |      |